# MIX
MIX är en dator påhittad och beskriven av Donald Knuth för att användas pedagogiskt när man lär ut algoritmer, i hans bokserie  The Art of Computer Programming. MIX används flitigt för att visa vad det är som är bäst att använda när man programmerar datorer. Datorn MIX programmeras med MIXAL som står för MIX Assembly Language.